# وایت هرس (داکوتای جنوبی)
وایت هرس(به انگلیسی: White Horse) شهری در ایالت داکوتای جنوبی کشور ایالات متحده آمریکا است که جمعیت آن در سرشماری سال ۲۰۱۰ میلادی، ۲۷۶ نفر بوده‌است.